# Сея-Мару
Сея-Мару (Seia Maru) — транспортне судно, яке під час Другої світової війни брало участь у операціях японських збройних сил на Тихому океані. 
Судно спорудили в 1939 році на верфі Harima Zosensho у Айой для компанії Osaka Shosen.  
В 1941-му «Сея-Мару» реквізували для потреб Імперського флоту Японії та переобладнали для транспортування амуніції. 
Відомо, що в червні 1943-го судно побувало на атолі Трук в центральній частині Каролінських островів (тут знаходилась головна база японського ВМФ у Океанії), звідки 25 червня – 4 липня прослідувало до Йокосуки в конвої № 4625.
21 липня 1943-го «Сея-Мару» вийшло з японського порту Моджи у складі конвою HI-03, що прямував до Південно-Східної Азії. За кілька хвилин до завершення 22 липня у Східнокитайському морі за три сотні кілометрів на схід від Шанхаю судно було атаковане американським підводним човном USS Sawfish, що дав шеститорпедний залп за даними радара. Хоча три торпеди потрапили у ціль та важко пошкодили «Сея-Мару», проте судно не затонуло. Інший транспорт «Нічінан-Мару» узяв його на буксир та зміг привести назад до Японії для ремонту.
1 квітня 1944-го «Сея-Мару» вийшло з Моджи у складі конвою HI-57, який 16 квітня прибув до Сінгапура.
1 серпня 1944-го судно прямувало у складі конвою через південну частину Молуккського моря, коли було виявлене та потоплене американською патрульною авіацією біля північного узбережжя острова Манголе (Молуккські острова). Разом з «Сея-Мару» загинуло 22 особи.